# Nicolas Georgescu-Roegen
Nicolas Georgescu-Roegen (ur. 4 lutego 1906 w Konstancy, zm. 30 października 1994) – amerykański ekonomista rumuńskiego pochodzenia.

## Życiorys
W latach 1932–1948 był profesorem statystyki na uniwersytecie w Bukareszcie, a 1949-1976 profesorem ekonomii na Uniwersytecie Vanderbildta w Nashville. Był przedstawicielem ekonomii niekonwencjonalnej. Początkowo jego badania ekonomiczne dotyczyły teorii konsumpcji i produkcji (Fixed Coefficients of Production and the Marginal Productivity Theory 1935, The Pure Theory of Cunsumer's Behavior 1936). W procesach życia ekonomicznego wykrył i opisał prawa entropii, a szukając nowego związku między działalnością gospodarczą a środowiskiem naturalnym zbudował podstawy nowatorskiego podejścia do teorii produkcji nazwane później ujęciem biologicznym lub ekonomią ewolucyjną - napisał prace The Entropy Law and the Economic Process (1971) i Energy Analysis and Economy Valuation (1979).